# Seizième district congressionnel de Floride
La 16e district congressionnel de Floride est une circonscription électorale du Congrès américain qui englobe l'est du comté de Hillsborough et l'intégralité du comté de Manatee. Au cours du cycle de redécoupage de 2020, le district a été retiré de Sarasota et du comté de Sarasota pour inclure davantage de banlieues est de Tampa, y compris Riverview et des parties de Brandon au sud de la Florida State Road 60.
Le district est actuellement représenté par le républicain Vern Buchanan.
Le 16e district a été créé à la suite du cycle de redécoupage après le recensement de 1980.
Lorsque la législature de Floride a procédé au redécoupage en 2002 après le recensement américain de 2000, un tribunal fédéral a décrit les limites du 16e district et du 23e district comme un exemple de gerrymandering et d'« exercice brutal du pouvoir législatif majoritaire ».
De 2013 à 2017, le district comprend le comté de Sarasota et la majeure partie du comté de Manatee. Après un redécoupage ordonné par le tribunal pour les élections de 2016, le district a été déplacé vers le nord pour inclure le sud du comté de Hillsborough, tandis que le sud du comté de Sarasota a été transféré dans le 17e district.

## Géographie
| #  | Comté        | Siège     | Population |
| -- | ------------ | --------- | ---------- |
| 57 | Hillsborough | Tampa     | 1 535 564  |
| 81 | Manatee      | Bradenton | 441 095    |

### Villes de 10 000 personnes ou plus
- Brandon – 114 626
- Riverview – 107 396
- Bradenton – 55 698
- Valrico – 37 895
- Lakewood Ranch – 34 877
- Sun City Center – 30 952
- Ruskin – 28 620
- South Bradenton – 26 858
- Apollo Beach – 26 002
- Fish Hawk – 24 625
- Bloomingdale – 22 947
- Bayshore Gardens – 19 904
- Gibsonton – 18 566
- Palmetto – 13 323

### Villes de 2 500 à 10 000 personnes
- Wimauma – 9 467
- Longboat Key – 7 505
- Memphis – 9 024
- Balm – 6 541
- West Samoset – 6 482
- West Bradenton – 4 247
- Samoset – 4 146
- Ellenton – 4 129
- Cortez – 4 121
- Holmes Beach – 3 010
- Whitfield – 2 989

## Historique de vote
| Années | Poste     | Résultats              |
| ------ | --------- | ---------------------- |
| 2020   | Président | Trump 53,0 % – 45,0 %  |
| 2016   | Président | Trump 54,0 % – 43,0 %  |
| 2012   | Président | Romney 54,0 % – 46,0 % |
| 2008   | Président | McCain 52,0 % – 47,0 % |
| 2004   | Président | Bush 55,0 % – 45,0 %   |
| 2000   | Président | Bush 53,0 % – 47,0 %   |

## Liste des Représentants du district
| Membre                            | Parti     | Années                             | Congrès     | Histoire électorale |
| --------------------------------- | --------- | ---------------------------------- | ----------- | --- |
| District établi le 3 janvier 1983 |           |                                    |             | |
| Lawrence Smith (en)               | Démocrate | 3 janvier 1983 - 3 janvier 1993    | 98e - 102e  | Élu en 1982. Réélu en 1984. Réélu en 1986. Réélu en 1988. Réélu en 1990. Retrait.                                               |
| Tom Lewis (en)                    | Démocrate | 3 janvier 1993 - 3 janvier 1995    | 103e        | Redécoupage depuis le 12e district et réélu en 1992. Retrait.                                                                   |
| Mark Foley                        | Démocrate | 3 janvier 1995 - 29 septembre 2006 | 104e - 109e | Élu en 1994. Réélu en 1996. Réélu en 1998. Réélu en 2000. Réélu en 2002. Réélu en 2004. Démissionne.                            |
| Vacant                            | Vacant    | 29 septembre 2006 - 3 janvier 2007 | 109e        | |
| Tim Mahoney (en)                  | Démocrate | 3 janvier 2007 - 3 janvier 2009    | 110e        | Élu en 2006. perd sa réélection.                                                                                                |
| Tom Rooney                        | Démocrate | 3 janvier 2009 - 3 janvier 2013    | 111e , 112e | Élu en 2008. Réélu en 2010. Redécoupage vers le 17e district.                                                                   |
| Vern Buchanan                     | Démocrate | 3 janvier 2013 - Présent           | 113e - 118e | Redécoupage depuis le 13e district et réélu en 2012. Réélu en 2014. Réélu en 2016. Réélu en 2018. Réélu en 2020. Réélu en 2022. |

## Résultats des récentes élections
Voici le résultat des dix précédents cycles électoraux dans le district.

### 2004
| Élection de 2004 du 16e district congressionnel de Floride | Élection de 2004 du 16e district congressionnel de Floride | Élection de 2004 du 16e district congressionnel de Floride | Élection de 2004 du 16e district congressionnel de Floride | Élection de 2004 du 16e district congressionnel de Floride |
| ---------------------------------------------------------- | ---------------------------------------------------------- | ---------------------------------------------------------- | ---------------------------------------------------------- | ---------------------------------------------------------- |
| Parti                                                      | Parti                                                      | Candidat                                                   | Votes                                                      | %                                                          |
|                                                            | Républicain                                                | Mark Foley (sortant)                                       | 215 563                                                    | 68,04                                                      |
|                                                            | Démocrate                                                  | Jeff Fisher                                                | 101 247                                                    | 31,96                                                      |
| Total des votes                                            | Total des votes                                            | Total des votes                                            | 316 810                                                    | 100 %                                                      |
|                                                            | Les Républicains conservent                                |                                                            |                                                            |                                                            |

### 2006
| Élection de 2006 du 16e district congressionnel de Floride, | Élection de 2006 du 16e district congressionnel de Floride, | Élection de 2006 du 16e district congressionnel de Floride, | Élection de 2006 du 16e district congressionnel de Floride, | Élection de 2006 du 16e district congressionnel de Floride, |
| ----------------------------------------------------------- | ----------------------------------------------------------- | ----------------------------------------------------------- | ----------------------------------------------------------- | ----------------------------------------------------------- |
| Parti                                                       | Parti                                                       | Candidat                                                    | Votes                                                       | %                                                           |
|                                                             | Démocrate                                                   | Tim Mahoney (en)                                            | 115 832                                                     | 49,55                                                       |
|                                                             | Républicain                                                 | Mark Foley (sortant) (Joe Negron)                           | 111 415                                                     | 47,66                                                       |
|                                                             | Indépendant                                                 | Emmie Lee Ross                                              | 6 526                                                       | 2,79                                                        |
| Total des votes                                             | Total des votes                                             | Total des votes                                             | 223 799                                                     | 100 %                                                       |
|                                                             | Les Démocrates prennent aux Républicains                    |                                                             |                                                             |                                                             |

### 2008
| Élection de 2008 du 16e district congressionnel de Floride | Élection de 2008 du 16e district congressionnel de Floride | Élection de 2008 du 16e district congressionnel de Floride | Élection de 2008 du 16e district congressionnel de Floride | Élection de 2008 du 16e district congressionnel de Floride |
| ---------------------------------------------------------- | ---------------------------------------------------------- | ---------------------------------------------------------- | ---------------------------------------------------------- | ---------------------------------------------------------- |
| Parti                                                      | Parti                                                      | Candidat                                                   | Votes                                                      | %                                                          |
|                                                            | Républicain                                                | Tom Rooney                                                 | 209 847                                                    | 60,10                                                      |
|                                                            | Démocrate                                                  | Tim Mahoney (en)                                           | 139 329                                                    | 39,90                                                      |
| Total des votes                                            | Total des votes                                            | Total des votes                                            | 349 176                                                    | 100 %                                                      |
|                                                            | Les Républicains prennent aux Démocrates                   |                                                            |                                                            |                                                            |

### 2010
| Élection de 2010 du 16e district congressionnel de Floride | Élection de 2010 du 16e district congressionnel de Floride | Élection de 2010 du 16e district congressionnel de Floride | Élection de 2010 du 16e district congressionnel de Floride | Élection de 2010 du 16e district congressionnel de Floride |
| ---------------------------------------------------------- | ---------------------------------------------------------- | ---------------------------------------------------------- | ---------------------------------------------------------- | ---------------------------------------------------------- |
| Parti                                                      | Parti                                                      | Candidat                                                   | Votes                                                      | %                                                          |
|                                                            | Républicain                                                | Tom Rooney (sortant)                                       | 162 285                                                    | 66,85                                                      |
|                                                            | Démocrate                                                  | Jim Horn                                                   | 80 327                                                     | 33,09                                                      |
|                                                            | No Party                                                   | Autres                                                     | 151                                                        | 0,06                                                       |
| Total des votes                                            | Total des votes                                            | Total des votes                                            | 242 763                                                    | 100 %                                                      |
|                                                            | Les Républicains conservent                                |                                                            |                                                            |                                                            |

### 2012
| Élection de 2012 du 16e district congressionnel de Floride | Élection de 2012 du 16e district congressionnel de Floride | Élection de 2012 du 16e district congressionnel de Floride | Élection de 2012 du 16e district congressionnel de Floride | Élection de 2012 du 16e district congressionnel de Floride |
| ---------------------------------------------------------- | ---------------------------------------------------------- | ---------------------------------------------------------- | ---------------------------------------------------------- | ---------------------------------------------------------- |
| Parti                                                      | Parti                                                      | Candidat                                                   | Votes                                                      | %                                                          |
|                                                            | Républicain                                                | Vern Buchanan (sortant)                                    | 187 147                                                    | 53,6                                                       |
|                                                            | Démocrate                                                  | Keith Fitzgerald                                           | 161 929                                                    | 46,4                                                       |
| Total des votes                                            | Total des votes                                            | Total des votes                                            | 349 076                                                    | 100 %                                                      |
|                                                            | Les Républicains conservent                                |                                                            |                                                            |                                                            |

### 2014
| Élection de 2014 du 16e district congressionnel de Floride | Élection de 2014 du 16e district congressionnel de Floride | Élection de 2014 du 16e district congressionnel de Floride | Élection de 2014 du 16e district congressionnel de Floride | Élection de 2014 du 16e district congressionnel de Floride |
| ---------------------------------------------------------- | ---------------------------------------------------------- | ---------------------------------------------------------- | ---------------------------------------------------------- | ---------------------------------------------------------- |
| Parti                                                      | Parti                                                      | Candidat                                                   | Votes                                                      | %                                                          |
|                                                            | Républicain                                                | Vern Buchanan (sortant)                                    | 168 990                                                    | 61,6                                                       |
|                                                            | Démocrate                                                  | Henry Lawrence                                             | 105 357                                                    | 38,4                                                       |
| Total des votes                                            | Total des votes                                            | Total des votes                                            | 274 347                                                    | 100 %                                                      |
|                                                            | Les Républicains conservent                                |                                                            |                                                            |                                                            |

### 2016
| Élection de 2016 du 16e district congressionnel de Floride | Élection de 2016 du 16e district congressionnel de Floride | Élection de 2016 du 16e district congressionnel de Floride | Élection de 2016 du 16e district congressionnel de Floride | Élection de 2016 du 16e district congressionnel de Floride |
| ---------------------------------------------------------- | ---------------------------------------------------------- | ---------------------------------------------------------- | ---------------------------------------------------------- | ---------------------------------------------------------- |
| Parti                                                      | Parti                                                      | Candidat                                                   | Votes                                                      | %                                                          |
|                                                            | Républicain                                                | Vern Buchanan (sortant)                                    | 230 654                                                    | 59,8                                                       |
|                                                            | Démocrate                                                  | Jan Schneider                                              | 155 262                                                    | 40,2                                                       |
| Total des votes                                            | Total des votes                                            | Total des votes                                            | 385 916                                                    | 100 %                                                      |
|                                                            | Les Républicains conservent                                |                                                            |                                                            |                                                            |

### 2018
| Élection de 2018 du 16e district congressionnel de Floride | Élection de 2018 du 16e district congressionnel de Floride | Élection de 2018 du 16e district congressionnel de Floride | Élection de 2018 du 16e district congressionnel de Floride | Élection de 2018 du 16e district congressionnel de Floride |
| ---------------------------------------------------------- | ---------------------------------------------------------- | ---------------------------------------------------------- | ---------------------------------------------------------- | ---------------------------------------------------------- |
| Parti                                                      | Parti                                                      | Candidat                                                   | Votes                                                      | %                                                          |
|                                                            | Républicain                                                | Vern Buchanan (sortant)                                    | 197 483                                                    | 54,56                                                      |
|                                                            | Démocrate                                                  | David Shapiro                                              | 164 463                                                    | 45,44                                                      |
| Total des votes                                            | Total des votes                                            | Total des votes                                            | 361 946                                                    | 100 %                                                      |
|                                                            | Les Républicains conservent                                |                                                            |                                                            |                                                            |

### 2020
| Élection de 2020 du 16e district congressionnel de Floride | Élection de 2020 du 16e district congressionnel de Floride | Élection de 2020 du 16e district congressionnel de Floride | Élection de 2020 du 16e district congressionnel de Floride | Élection de 2020 du 16e district congressionnel de Floride |
| ---------------------------------------------------------- | ---------------------------------------------------------- | ---------------------------------------------------------- | ---------------------------------------------------------- | ---------------------------------------------------------- |
| Parti                                                      | Parti                                                      | Candidat                                                   | Votes                                                      | %                                                          |
|                                                            | Républicain                                                | Vern Buchanan (sortant)                                    | 269 001                                                    | 55,50                                                      |
|                                                            | Démocrate                                                  | Margaret Good                                              | 215 683                                                    | 44,50                                                      |
| Total des votes                                            | Total des votes                                            | Total des votes                                            | 484 684                                                    | 100 %                                                      |
|                                                            | Les Républicains conservent                                |                                                            |                                                            |                                                            |

### 2022
La primaire démocrate a été annulée. Jan Schneider avance vers l'élection générale.
| Primaire républicaine de 2022 du 16e district congressionnel de Floride | Primaire républicaine de 2022 du 16e district congressionnel de Floride | Primaire républicaine de 2022 du 16e district congressionnel de Floride | Primaire républicaine de 2022 du 16e district congressionnel de Floride | Primaire républicaine de 2022 du 16e district congressionnel de Floride |
| ----------------------------------------------------------------------- | ----------------------------------------------------------------------- | ----------------------------------------------------------------------- | ----------------------------------------------------------------------- | ----------------------------------------------------------------------- |
| Parti                                                                   | Parti                                                                   | Candidat                                                                | Votes                                                                   | %                                                                       |
|                                                                         | Républicain                                                             | Vern Buchanan (sortant)                                                 | 64 028                                                                  | 86,2                                                                    |
|                                                                         | Républicain                                                             | Martin Hyde                                                             | 10 219                                                                  | 13,8                                                                    |

| Élection de 2022 du 16e district congressionnel de Floride | Élection de 2022 du 16e district congressionnel de Floride | Élection de 2022 du 16e district congressionnel de Floride | Élection de 2022 du 16e district congressionnel de Floride | Élection de 2022 du 16e district congressionnel de Floride |
| ---------------------------------------------------------- | ---------------------------------------------------------- | ---------------------------------------------------------- | ---------------------------------------------------------- | ---------------------------------------------------------- |
| Parti                                                      | Parti                                                      | Candidat                                                   | Votes                                                      | %                                                          |
|                                                            | Républicain                                                | Vern Buchanan (sortant)                                    | 189 762                                                    | 62,15                                                      |
|                                                            | Démocrate                                                  | Jan Schneider                                              | 115 575                                                    | 37,85                                                      |
|                                                            | Indépendant                                                | Ralph E. Hartman (write-in)                                | 21                                                         | 0,00                                                       |
| Total des votes                                            | Total des votes                                            | Total des votes                                            | 305 337                                                    | 100 %                                                      |
|                                                            | Les Républicains conservent                                |                                                            |                                                            |                                                            |

### 2024
| Primaire républicaine de 2024 du 16e district congressionnel de Floride | Primaire républicaine de 2024 du 16e district congressionnel de Floride | Primaire républicaine de 2024 du 16e district congressionnel de Floride | Primaire républicaine de 2024 du 16e district congressionnel de Floride | Primaire républicaine de 2024 du 16e district congressionnel de Floride |
| ----------------------------------------------------------------------- | ----------------------------------------------------------------------- | ----------------------------------------------------------------------- | ----------------------------------------------------------------------- | ----------------------------------------------------------------------- |
| Parti                                                                   | Parti                                                                   | Candidat                                                                | Votes                                                                   | %                                                                       |
|                                                                         | Républicain                                                             | Vern Buchanan (sortant)                                                 | 38 789                                                                  | 60,9                                                                    |
|                                                                         | Républicain                                                             | Eddie Speir                                                             | 24 868                                                                  | 39,1                                                                    |

| Primaire démocrate de 2024 du 16e district congressionnel de Floride | Primaire démocrate de 2024 du 16e district congressionnel de Floride | Primaire démocrate de 2024 du 16e district congressionnel de Floride | Primaire démocrate de 2024 du 16e district congressionnel de Floride | Primaire démocrate de 2024 du 16e district congressionnel de Floride |
| -------------------------------------------------------------------- | -------------------------------------------------------------------- | -------------------------------------------------------------------- | -------------------------------------------------------------------- | -------------------------------------------------------------------- |
| Parti                                                                | Parti                                                                | Candidat                                                             | Votes                                                                | %                                                                    |
|                                                                      | Démocrate                                                            | Jan Schneider                                                        | 23 701                                                               | 65,7                                                                 |
|                                                                      | Démocrate                                                            | Trent Miller                                                         | 12 395                                                               | 34,3                                                                 |

| Élection de 2024 du 16e district congressionnel de Floride | Élection de 2024 du 16e district congressionnel de Floride | Élection de 2024 du 16e district congressionnel de Floride | Élection de 2024 du 16e district congressionnel de Floride | Élection de 2024 du 16e district congressionnel de Floride |
| ---------------------------------------------------------- | ---------------------------------------------------------- | ---------------------------------------------------------- | ---------------------------------------------------------- | ---------------------------------------------------------- |
| Parti                                                      | Parti                                                      | Candidat                                                   | Votes                                                      | %                                                          |
|                                                            | Républicain                                                | Vern Buchanan (sortant)                                    | 247 516                                                    | 59,5                                                       |
|                                                            | Démocrate                                                  | Jan Schneider                                              | 168 625                                                    | 40,5                                                       |
| Total des votes                                            | Total des votes                                            | Total des votes                                            | 416 141                                                    | 100 %                                                      |
|                                                            | Les Républicains conservent                                |                                                            |                                                            |                                                            |

## Frontières historiques du district

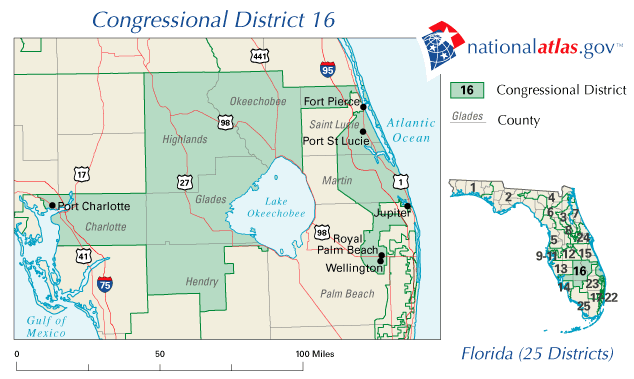
2003 - 2013

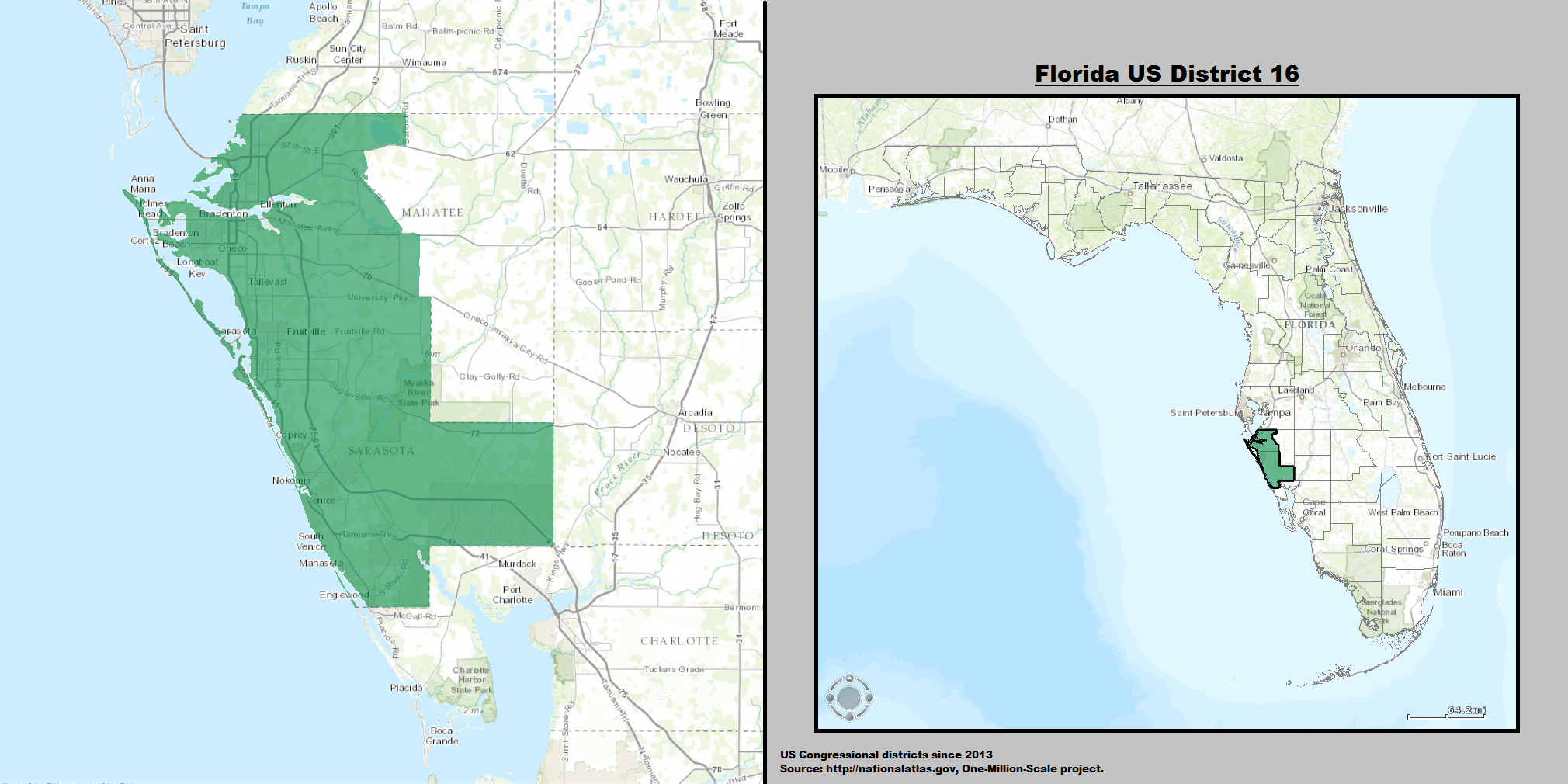
2013 - 2017

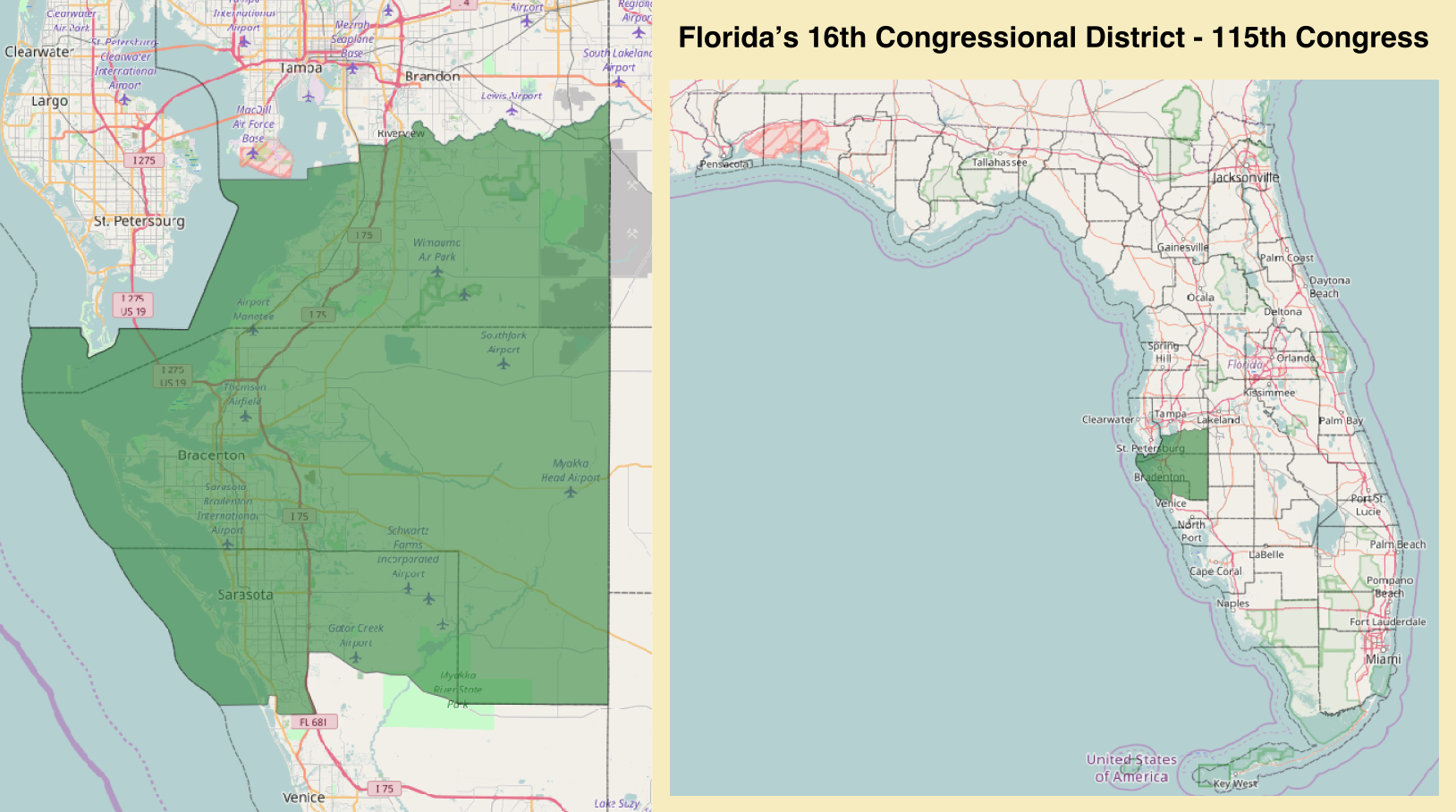
2017 - 2023

depuis 2023

L'ancien 16e district en 2003-2012 s'étendait du golfe du Mexique à la côte atlantique et comprenait des parties des comtés de Charlotte, Glades, Hendry, Highlands, Okeechobee, St. Lucie, Martin et Palm Beach. Le district comprenait Port Charlotte, Port St. Lucie et Palm Beach.